# Venitul național brut

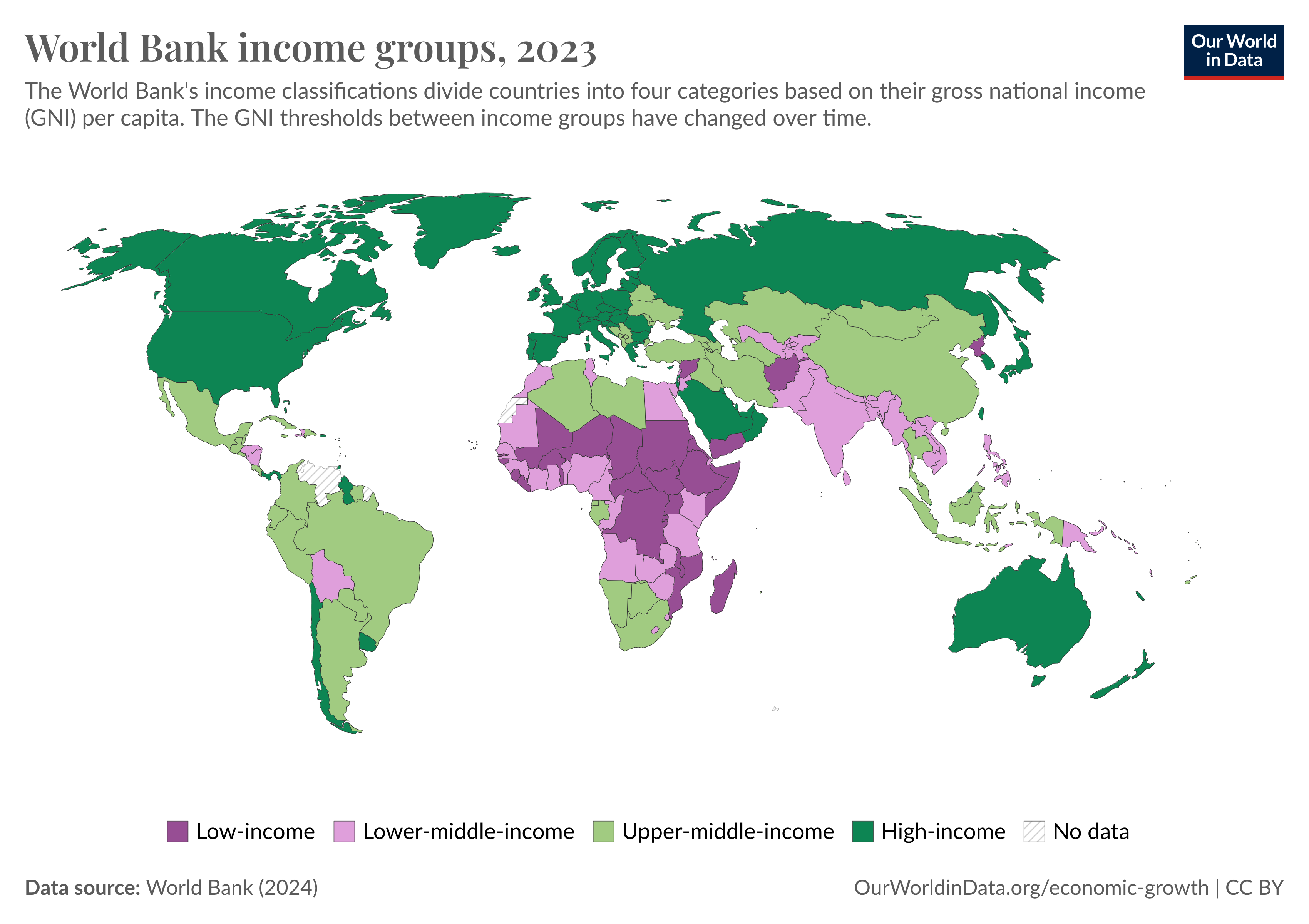
Harta globală în funcție de grupele de venit, bazate pe venitul național brut per locuitor, 2023, conform Băncii Mondiale

Venitul național brut - VNB, indicator economic cunoscut anterior ca „produs național brut” (PNB), reprezintă producția financiară totală internă și externă a rezidenților unei țări, constând din produsul intern brut (PIB) plus veniturile câștigate de rezidenții locali în străinătate minus veniturile obținute în economia națională de către nerezidenți:44.

## Produsul național brut
Produsul național brut (PNB) reprezintă valoarea totală a bunurilor și serviciilor produse de rezidenții unei țări într-o anumită perioadă (de obicei un an). 
Spre deosebire de produsul intern brut (PIB), care definește producția pe baza locației geografice a producției, PNB indică producția alocată în funcție de locația proprietății sau reședinței. PNB este egal cu PIB-ul plus toate veniturile obținute de rezidenți din investiții în străinătate minus veniturile obținute în cadrul economiei interne de către rezidenții din străinătate. PNB nu face distincție între îmbunătățirile calitative (de exemplu, creșterea vitezei de procesare a computerelor) și creșterile cantitative ale bunurilor (de exemplu, numărul de computere produse) și le consideră pe ambele forme de creștere economică.
Atunci când capitalul sau resursele de muncă ale unei țări sunt angajate în afara granițelor sale sau când o firmă străină operează pe teritoriul său, valorile PIB și PNB pot genera măsuri diferite ale producției totale. Pentru anul 2023, de exemplu, Statele Unite și-au estimat PIB-ul la 28,297 trilioane USD, iar PNB-ul la 28,392 trilioane USD
Statele Unite au folosit PNB ca indicator principal al activității economice totale până în 1991, când au început să folosească PIB. Ca justificare a schimbării, Biroul de analiză economică din SUA (Bureau of Economic Analysis - BEA) a remarcat atât faptul că PIB-ul oferă o comparație mai ușoară cu alte măsuri ale activității economice din Statele Unite, cât și că „practic toate celelalte țări au adoptat deja PIB-ul ca măsură principală a producției". Mulți economiști au pus la îndoială cât de semnificativi sunt indicatorii PNB și PIB ca măsură a bunăstării economice a unei țări, deoarece nu iau în calcul cea mai mare parte a muncii neremunerate („muncă la negru”), dar iau în considerare numeroase activități economice neproductive sau chiar distructive.

## Venitul național brut
Venitul național brut (VNB) se referă la totalul producției unui stat datorată rezidenților locali și străini din statul respectiv, inclusiv transferurile financiare primite din străinătate și excluzând transferurile financiare către alte țări. Indicatorul urmărește și reprezintă avuția națională a unei țări pe o anumită perioadă, de obicei anual, analizându-se venitul în loc de producție. 
VNB este cel mai bun instrument pentru determinarea distribuției echitabile a venitului în rândul populației unei țări, ajutând la măsurarea nivelului de trai al populației. Economiștii și factorii de decizie politică folosesc VNB pentru a calcula valoarea netă a produselor obținute în economia unei țări în timpul unui an financiar. Altfel spus, venitul național brut reprezintă totalul veniturilor generate de persoanele rezidente și expatriate dintr-o țară și de companiile locale și străine din acea țară minus transferurile financiare externe ale persoanelor și companiilor străine rezidente în acea țară, sau suma valorii adăugate de către toți producătorii rezidenți plus orice taxe pe produs (mai puțin subvențiile) care nu sunt incluse în evaluarea producției plus încasările nete din venitul primar (salarii și venituri din capital) din străinătate. 
În Uniunea Europeană, „venitul național brut, prescurtat ca VNB, reprezintă suma veniturilor rezidenților unei economii într-o anumită perioadă. Este egal cu PIB minus venitul primar plătit de unitățile rezidente către unitățile nerezidente, plus venitul primar de primit din restul lumii (de la unitățile nerezidente către unitățile rezidente)”. VNB constituie baza de calcul a celei mai mari părți a contribuțiilor la bugetul Uniunii Europene. 
În februarie 2017, PIB-ul Irlandei a devenit atât de distorsionat din cauza instrumentelor de planificare fiscală ale multinaționalelor americane constând în reducerea bazei de impozitare și transferul profitului (în engleză Base erosion and profit shifting - BEPS), încât Banca Centrală a Irlandei a decis ca, la analizarea performanței economice a țării, să înlocuiască PIB-ul cu un nou indicator, denumit venit național brut modificat (VNB*). Acțiunea a fost necesară întrucât profiturile obținute de filialele companiilor străine nu rămâneau în țară, iar o consecință a fost diferența uriașă dintre VNB și PIB: în anul 2017, în Irlanda, valoarea VNB per locuitor a fost cu aproximativ 15 puncte procentuale mai mică decât valoarea PIB per locuitor. Prin urmare, analizarea performanței economice a unei țări luând în considerare valorile PIB poate duce la rezultate înșelătoare.
Compararea VNB cu PIB într-o țară arată în ce măsură produsul intern brut al acelei țări este afectat de activitatea financiară internă și internațională. VNB a înlocuit treptat PNB în statisticile internaționale și chiar dacă este conceptual identic, este calculat diferit. Diferența față de PNB constă în includerea tuturor taxelor pe produs (mai puțin subvențiile) care nu sunt incluse în evaluarea producției. Banca Mondială utilizează metoda Atlas pentru a corecta variațiile cursului valutar. 
Venitul național brut poate fi calculat ca valoare nominală, exprimată în moneda națională sau în echivalent valutar, ca valoare nominală folosind metoda Atlas pentru reducerea impactului modificărilor temporare ale cursului de schimb, exprimată în echivalent valutar, dar și ca valoare armonizată cu paritatea puterii de cumpărare, exprimată în dolari internaționali, pentru ca valorile VNB din diferite țări să poată fi comparate.

## Venitul național brut per locuitor
Venitul național brut per locuitor reprezintă valoarea totală a tuturor bunurilor și serviciilor produse de o țară într-un an, inclusiv veniturile din investiții străine, împărțită la numărul populației. Valoarea reflectă venitul mediu înainte de impozitare al cetățenilor țării respective.
Determinarea venitului național brut per locuitor al unei țări este un prim pas spre înțelegerea punctelor forte și a nevoilor economice ale țării, precum și a nivelului de trai de care se bucură cetățeanul mediu. Indicatorul VNB per locuitor al unei țări tinde să fie strâns legat de alți indicatori care măsoară bunăstarea socială, economică și contextul social ale țării și populației respective. Pentru țările cu numeroase investiții străine, PNB per locuitor este un indicator economic mai precis.

## Comparație între VNB și PIB
În timp ce PIB-ul măsoară valoarea de piață a tuturor bunurilor și serviciilor finale produse într-o țară, VNB măsoară veniturile generate de cetățenii acelei țări, indiferent de locația geografică a venitului. În cazul a numeroase țări, cele două valori sunt apropiate, deoarece diferența dintre veniturile primite de țară și plățile efectuate către restul lumii nu este semnificativă. Potrivit Băncii Mondiale, valoarea VNB din Statele Unite în 2023, de 26.895 miliarde USD a fost cu 1,7% mai mare decât valoarea PIB, de 27.361 miliarde USD.
În cazul țărilor în curs de dezvoltare, pe de altă parte, diferența ar putea fi mai semnificativă, din cauza volumelor mari de ajutoare externe și a intrărilor de capital, întrucât, spre deosebire de PIB, valoarea VNB include salariile și veniturile din proprietăți ale rezidenților țării obținute în străinătate. 
În 2022, în Armenia, valoarea VNB, de 16,57 miliarde USD, a fost cu 17,74% mai mare decât valoarea PIB, de 19,51 miliarde USD. Pe baza rapoartelor OCDE, doar în 2022, Armenia a primit un total de 465 milioane USD drept asistență pentru dezvoltare. Conform unui raport ONU privind migrația din Armenia în perioada 2015–2017, aproximativ 15–20 de mii de oameni au părăsit țara în fiecare an, iar aproximativ 47% dintre aceștia reprezentau persoane active care au emigrat pentru a câștiga venituri și a-și susține familiile rămase în Armenia. În perioada 2012-2019, aproximativ 1 milion de cetățeni armeni au emigrat, ceea ce reprezintă o treime din populația totală a țării, iar aproximativ 91% dintre aceștia se încadrau în grupa de vârstă 15-59 de ani. Mai mult, peste 65% dintre emigranți erau cetățeni de vârstă activă, din grupa de vârstă 20-49 de ani. În 2022, transferurile personale din străinătate către rezidenți armeni s-au ridicat în total la peste 1,1 miliarde de dolari. VNB-ul Armeniei, măsurat în dolari SUA, s-a ridicat la 16,57 miliarde USD în 2022, potrivit Oficiului Național de Statistică, o creștere cu 22,34% față de anul precedent. Valoarea VNB din Armenia a variat istoric de la un minim de 1,06 miliarde USD în 1992 la un maxim de 13,8 miliarde USD în 2019. În 2021, în ceea ce privește valoarea VNB exprimată în USD, Armenia ocupa locul 127 din cele 163 de țări monitorizate.
| Țară                             | VNB (metoda Atlas) | VNB (metoda Atlas) | VNB          | VNB        | PIB          |
| Țară                             | a                  | a - c              | b            | b - c      | c            |
|                                  |                    |                    |              |            |              |
| -------------------------------- | ------------------ | ------------------ | ------------ | ---------- | ------------ |
| Statele Unite ale Americii       | 26.894.542,7       | −466.392,3         | 27.525.100,0 | 164.165,0  | 27.360.935,0 |
| China                            | 18.899.260,2       | 1.104.478,2        | 17.663.711,9 | −131.070,1 | 17.794.782,0 |
| Japonia                          | 4.859.877,5        | 646.932,4          | 4.416.932,4  | 203.987,2  | 4.212.945,2  |
| Germania                         | 4.559.133,2        | 103.052,1          | 4.634.489,3  | 178.408,2  | 4.456.081,0  |
| India                            | 3.630.236,7        | 80.317,8           | 3.497.821,6  | −52.097,4  | 3.549.918,9  |
| Regatul Unit                     | 3.266.989,6        | −73.042,8          | 3.296.697,0  | −43.335,4  | 3.340.032,4  |
| Franța                           | 3.072.463,7        | 41.559,7           | 3.078.891,3  | 47.987,2   | 3.030.904,1  |
| Italia                           | 2.244.584,9        | −10.266,3          | 2.250.908,4  | −3.942,8   | 2.254.851,2  |
| Canada                           | 2.162.632,6        | 22.547,1           | 2.109.385,7  | −30.699,9  | 2.140.085,6  |
| Rusia                            | 2.084.758,0        | 63.336,6           | 1.994.419,8  | −27.001,6  | 2.021.421,5  |
| Brazilia                         | 1.962.339,3        | −211.326,4         | 2.110.557,0  | −63.108,6  | 2.173.665,7  |
| Coreea de Sud                    | 1.835.475,7        | 122.682,9          | 1.744.702,6  | 31.909,8   | 1.712.792,9  |
| Australia                        | 1.681.999,5        | −41.827,8          | 1.652.506,4  | −71.320,8  | 1.723.827,2  |
| Spania                           | 1.556.447,5        | −24.247,2          | 1.569.858,0  | −10.836,8  | 1.580.694,7  |
| Mexic                            | 1.554.336,1        | −234.550,7         | 1.744.711,4  | −44.175,4  | 1.788.886,8  |
| Indonezia                        | 1.352.588,3        | −18.582,8          | 1.335.866,4  | −35.304,8  | 1.371.171,2  |
| Țările de Jos                    | 1.084.789,7        | −33.335,0          | 1.111.451,5  | −6.673,3   | 1.118.124,7  |
| Arabia Saudită                   | 1.059.856,0        | −7.726,9           | 1.073.418,4  | 5.835,5    | 1.067.582,9  |
| Turcia                           | 994.012,3          | −114.010,1         | 1.096.809,4  | −11.213,0  | 1.108.022,4  |
| Elveția                          | 842.132,1          | −42.808,3          | 857.292,6    | −27.647,8  | 884.940,4    |
| Polonia                          | 723.682,0          | −87.547,1          | 777.106,5    | −34.122,6  | 811.229,1    |
| Suedia                           | 649.619,6          | 56.351,9           | 616.804,9    | 23.537,2   | 593.267,7    |
| Belgia                           | 644.688,2          | 12.471,7           | 646.019,9    | 13.803,3   | 632.216,6    |
| Argentina                        | 584.110,0          | −56.481,4          | 626.338,1    | −14.253,3  | 640.591,4    |
| Norvegia                         | 565.538,2          | 80.024,9           | 505.660,4    | 20.147,1   | 485.513,3    |
| Israel                           | 536.857,8          | 26.956,3           | 508.979,3    | −922,2     | 509.901,5    |
| Thailanda                        | 515.549,3          | 604,3              | 502.920,8    | −12.024,2  | 514.945,0    |
| Emiratele Arabe Unite            | 507.149,0          | 2.975,6            | 503.253,8    | −919,6     | 504.173,5    |
| Austria                          | 502.931,2          | −13.102,9          | 514.443,6    | −1.590,5   | 516.034,1    |
| Filipine                         | 496.166,2          | 59.019,8           | 485.154,6    | 48.008,2   | 437.146,4    |
| Bangladesh                       | 493.932,0          | 56.516,6           | 454.873,5    | 17.458,1   | 437.415,3    |
| Egipt                            | 439.247,2          | 43.321,1           | 378.607,7    | −17.318,4  | 395.926,1    |
| Danemarca                        | 436.283,0          | 32.084,2           | 418.427,5    | 14.228,7   | 404.198,8    |
| Nigeria                          | 432.496,7          | 69.681,8           | 355.832,5    | −6.982,4   | 362.815,0    |
| Irlanda                          | 423.058,9          | −122.570,6         | 421.766,9    | −123.862,6 | 545.629,5    |
| Singapore                        | 417.722,2          | −83.705,3          | 420.675,1    | −80.752,4  | 501.427,5    |
| Iran                             | 417.389,0          | 15.884,5           | 401.036,3    | −468,3     | 401.504,5    |
| Hong Kong, China                 | 415.973,1          | 33.918,5           | 416.242,1    | 34.187,5   | 382.054,6    |
| Vietnam                          | 412.944,1          | −16.772,8          | 407.254,0    | −22.463,0  | 429.717,0    |
| Malaysia                         | 410.754,5          | 11.105,6           | 387.578,2    | −12.070,6  | 399.648,8    |
| Africa de Sud                    | 407.575,9          | 29.794,3           | 372.625,7    | −5.155,9   | 377.781,6    |
| Pakistan                         | 360.729,3          | 22.360,9           | 332.603,5    | −5.765,0   | 338.368,5    |
| Columbia                         | 357.640,3          | −5.899,9           | 361.333,8    | −2.206,4   | 363.540,2    |
| România                          | 317.743,0          | −33.259,6          | 341.578,5    | −9.424,1   | 351.002,6    |
| Chile                            | 310.627,6          | −24.905,7          | 318.450,1    | −17.083,2  | 335.533,3    |
| Finlanda                         | 298.118,3          | −2.068,9           | 299.653,1    | −534,1     | 300.187,2    |
| Cehia                            | 294.826,0          | −36.032,4          | 315.842,0    | −15.016,4  | 330.858,3    |
| Portugalia                       | 276.490,3          | −10.589,7          | 281.729,0    | −5.351,1   | 287.080,0    |
| Irak                             | 254.601,2          | 3.758,4            | 252.096,7    | 1.253,9    | 250.842,8    |
| Noua Zeelandă                    | 253.873,8          | 408,1              | 247.095,5    | −6.370,2   | 253.465,7    |
| Peru                             | 240.295,2          | −27.308,1          | 253.910,6    | −13.692,7  | 267.603,2    |
| Grecia                           | 233.934,8          | −4.271,5           | 236.451,9    | −1.754,4   | 238.206,3    |
| Algeria                          | 226.263,4          | −13.636,1          | 236.495,6    | −3.403,9   | 239.899,5    |
| Kazahstan                        | 217.777,6          | −43.643,6          | 235.418,9    | −26.002,2  | 261.421,1    |
| Kuwait                           | 198.885,2          | 37.113,0           | 194.323,8    | 32.551,6   | 161.772,2    |
| Ungaria                          | 190.073,7          | −22.315,2          | 206.408,0    | −5.980,9   | 212.388,9    |
| Ucraina                          | 174.919,0          | −3.838,0           | 184.268,0    | 5.511,0    | 178.757,0    |
| Etiopia                          | 142.605,3          | −21.092,6          | 163.284,5    | −413,4     | 163.697,9    |
| Maroc                            | 142.288,8          | 1.179,4            | 138.989,9    | −2.119,5   | 141.109,4    |
| Slovacia                         | 123.675,8          | −9.117,8           | 129.363,5    | −3.430,1   | 132.793,6    |
| Ecuador                          | 118.390,5          | −454,4             | 116.176,1    | −2.668,7   | 118.844,8    |
| Kenya                            | 116.406,4          | 8.965,9            | 105.674,4    | −1.766,1   | 107.440,6    |
| Republica Dominicană             | 109.970,1          | −11.474,2          | 116.006,7    | −5.437,6   | 121.444,3    |
| Oman                             | 100.047,1          | −8.145,4           | 100.551,0    | −7.641,5   | 108.192,5    |
| Guatemala                        | 98.164,7           | −3.885,8           | 100.245,8    | −1.804,7   | 102.050,5    |
| Bulgaria                         | 92.955,1           | −8.629,3           | 98.154,8     | −3.429,6   | 101.584,4    |
| Uzbekistan                       | 86.005,4           | −4.883,8           | 90.128,1     | −761,0     | 90.889,1     |
| Puerto Rico                      | 80.926,1           | −36.976,2          | 81.550,7     | −36.351,6  | 117.902,3    |
| Panama                           | 80.479,7           | −2.902,7           | 80.057,3     | −3.325,1   | 83.382,4     |
| Ghana                            | 79.823,5           | 3.453,1            | 75.420,4     | −950,0     | 76.370,4     |
| Croația                          | 79.658,8           | −3.030,0           | 82.762,1     | 73,3       | 82.688,8     |
| Tanzania                         | 79.293,0           | 134,8              | 77.758,4     | −1.399,9   | 79.158,3     |
| Angola                           | 78.319,3           | −6.403,7           | 77.036,1     | −7.686,8   | 84.723,0     |
| Sri Lanka                        | 77.922,9           | −6.434,0           | 81.623,4     | −2.733,4   | 84.356,9     |
| Coasta de Fildeș                 | 77.059,7           | −1.729,1           | 75.606,1     | −3.182,7   | 78.788,8     |
| Costa Rica                       | 72.207,0           | −14.291,0          | 79.835,0     | −6.662,9   | 86.497,9     |
| Belarus                          | 71.440,1           | −417,3             | 69.257,3     | −2.600,1   | 71.857,4     |
| Lituania                         | 71.291,2           | −6.545,2           | 75.164,4     | −2.672,0   | 77.836,4     |
| Azerbaidjan                      | 67.529,1           | −4.827,1           | 69.157,1     | −3.199,1   | 72.356,2     |
| Republica Democrată Congo        | 67.082,2           | 699,0              | 64.288,3     | −2.095,0   | 66.383,3     |
| Uruguay                          | 66.854,0           | −10.386,8          | 71.856,3     | −5.384,6   | 77.240,8     |
| Serbia                           | 66.392,7           | −8.794,5           | 71.011,8     | −4.175,3   | 75.187,1     |
| Myanmar                          | 65.964,1           | 1.149,1            | 63.663,6     | −1.151,4   | 64.815,0     |
| Slovenia                         | 64.938,3           | −3.278,5           | 67.196,3     | −1.020,5   | 68.216,8     |
| Turkmenistan                     | 59.682,1           | −205,2             | 59.381,9     | −505,5     | 59.887,3     |
| Luxemburg                        | 59.083,3           | −26.671,7          | 58.922,1     | −26.832,9  | 85.755,0     |
| Libia                            | 52.179,3           | 1.687,6            | 50.562,0     | 70,3       | 50.491,7     |
| Iordania                         | 50.512,7           | −301,0             | 50.351,8     | −461,8     | 50.813,6     |
| Sudan                            | 47.595,1           | −61.731,9          | 108.427,0    | −900,0     | 109.327,0    |
| Uganda                           | 47.399,0           | −1.873,9           | 48.300,2     | −972,7     | 49.272,9     |
| Camerun                          | 47.320,1           | −625,5             | 46.953,4     | −992,1     | 47.945,5     |
| Tunisia                          | 46.907,4           | −1.622,2           | 47.219,7     | −1.309,9   | 48.529,6     |
| Bolivia                          | 44.649,2           | −1.200,7           | 44.844,2     | −1.005,6   | 45.849,8     |
| Paraguay                         | 42.537,6           | −418,6             | 41.585,0     | −1.371,3   | 42.956,3     |
| Nepal                            | 42.332,9           | 1.424,8            | 41.385,1     | 477,0      | 40.908,1     |
| Bahrain                          | 42.014,0           | −1.191,0           | 40.659,8     | −2.545,2   | 43.205,0     |
| Letonia                          | 41.337,1           | −2.290,0           | 42.515,0     | −1.112,1   | 43.627,1     |
| Estonia                          | 37.217,0           | −3.527,9           | 39.377,3     | −1.367,6   | 40.744,8     |
| Islanda                          | 31.424,8           | 404,8              | 31.707,5     | 687,5      | 31.020,0     |
| El Salvador                      | 31.320,4           | −2.695,2           | 31.874,0     | −2.141,6   | 34.015,6     |
| Honduras                         | 30.718,6           | −3.681,9           | 31.872,8     | −2.527,7   | 34.400,5     |
| Cambodia                         | 30.702,3           | −1.070,5           | 30.819,4     | −953,4     | 31.772,8     |
| Senegal                          | 29.421,1           | −1.592,9           | 29.981,0     | −1.033,0   | 31.014,0     |
| Papua Noua Guinee                | 29.337,9           | −1.594,6           | 29.106,1     | −1.826,4   | 30.932,5     |
| Zimbabwe                         | 29.075,3           | 2.537,0            | 26.187,2     | −351,0     | 26.538,3     |
| Cipru                            | 28.780,3           | −3.449,3           | 28.974,2     | −3.255,4   | 32.229,6     |
| Trinidad-Tobago                  | 27.538,8           | −601,2             | 27.093,9     | −1.046,0   | 28.139,9     |
| Zambia                           | 27.196,3           | −966,3             | 27.020,1     | −1.142,6   | 28.162,6     |
| Bosnia și Herțegovina            | 26.211,2           | −843,7             | 26.986,0     | −68,9      | 27.054,9     |
| Georgia                          | 25.119,5           | −5.416,0           | 28.505,4     | −2.030,1   | 30.535,5     |
| Palestina                        | 21.800,7           | 4.404,4            | 20.858,3     | 3.462,0    | 17.396,3     |
| Albania                          | 20.773,7           | −2.204,0           | 22.674,9     | −302,8     | 22.977,7     |
| Haiti                            | 20.425,7           | 574,8              | 19.855,1     | 4,3        | 19.850,8     |
| Botswana                         | 20.389,2           | 993,5              | 19.153,4     | −242,4     | 19.395,8     |
| Armenia                          | 20.363,8           | −3.848,4           | 23.567,1     | −645,0     | 24.212,1     |
| Mali                             | 20.055,6           | −849,3             | 19.940,5     | −964,4     | 20.904,9     |
| Benin                            | 19.699,6           | 26,3               | 19.549,8     | −123,5     | 19.673,3     |
| Burkina Faso                     | 19.697,5           | −627,1             | 19.484,8     | −839,9     | 20.324,6     |
| Gabon                            | 19.393,8           | −1.122,4           | 18.421,3     | −2.094,9   | 20.516,1     |
| Guineea                          | 19.271,1           | −4.341,2           | 21.019,3     | −2.593,0   | 23.612,3     |
| Malta                            | 18.940,1           | −2.016,9           | 19.088,4     | −1.868,6   | 20.957,0     |
| Mozambic                         | 17.880,1           | −2.744,5           | 18.787,4     | −1.837,2   | 20.624,6     |
| Jamaica                          | 17.385,2           | −2.038,1           | 18.894,1     | −529,2     | 19.423,4     |
| Mongolia                         | 17.068,9           | −2.803,3           | 17.982,8     | −1.889,4   | 19.872,2     |
| Guyana                           | 16.572,5           | −213,8             | 15.206,3     | −1.580,0   | 16.786,3     |
| Niger                            | 16.303,3           | −515,9             | 16.182,4     | −636,8     | 16.819,2     |
| Laos                             | 16.195,4           | 352,2              | 14.685,7     | −1.157,5   | 15.843,2     |
| Nicaragua                        | 16.015,9           | −1.813,4           | 16.935,0     | −894,2     | 17.829,2     |
| Madagascar                       | 15.926,5           | −105,2             | 15.703,0     | −328,7     | 16.031,7     |
| Brunei                           | 15.825,3           | 697,0              | 15.322,3     | 194,0      | 15.128,3     |
| Republica Moldova                | 15.192,2           | −1.347,2           | 16.749,2     | 209,8      | 16.539,4     |
| Republica Congo                  | 15.080,9           | −240,2             | 14.485,8     | −835,3     | 15.321,1     |
| Tadjikistan                      | 14.584,5           | 2.523,9            | 15.143,8     | 3.083,1    | 12.060,6     |
| Mauritius                        | 14.539,1           | 141,9              | 14.752,7     | 355,6      | 14.397,1     |
| Macedonia de Nord                | 13.879,1           | −882,2             | 13.952,0     | −809,2     | 14.761,2     |
| Rwanda                           | 13.853,0           | −244,7             | 13.817,6     | −280,1     | 14.097,8     |
| Malawi                           | 13.395,3           | −689,1             | 13.726,2     | −358,2     | 14.084,3     |
| Bahamas                          | 13.200,7           | −1.137,8           | 13.626,7     | −711,8     | 14.338,5     |
| Ciad                             | 12.999,9           | −149,4             | 12.956,6     | −192,7     | 13.149,3     |
| Namibia                          | 12.676,7           | 325,6              | 11.781,6     | −569,4     | 12.351,0     |
| Kârgâzstan                       | 12.065,6           | −1.922,0           | 13.295,7     | −691,9     | 13.987,6     |
| Somalia                          | 11.137,4           | −542,4             | 11.635,8     | −44,0      | 11.679,8     |
| Kosovo                           | 10.505,2           | 66,9               | 10.636,2     | 197,8      | 10.438,4     |
| Mauritania                       | 10.453,5           | 1,0                | 10.443,3     | −9,3       | 10.452,6     |
| Togo                             | 9.323,2            | 151,9              | 9.210,7      | 39,4       | 9.171,3      |
| Guineea Ecuatorială              | 8.988,7            | −3.128,2           | 8.682,0      | −3.435,0   | 12.116,9     |
| Muntenegru                       | 7.088,6            | −315,9             | 7.477,5      | 72,9       | 7.404,5      |
| Barbados                         | 6.000,8            | −392,7             | 6.126,6      | −267,0     | 6.393,6      |
| Maldive                          | 5.745,3            | −854,7             | 5.777,2      | −822,8     | 6.600,0      |
| Fiji                             | 5.221,7            | −273,1             | 5.113,3      | −381,5     | 5.494,8      |
| Sierra Leone                     | 4.921,8            | 1.111,9            | 4.395,3      | 585,5      | 3.809,8      |
| Eswatini                         | 4.674,2            | 76,3               | 4.289,4      | −308,5     | 4.597,9      |
| Liberia                          | 3.950,9            | −381,1             | 4.058,0      | −274,0     | 4.332,0      |
| Djibouti                         | 3.921,8            | −176,8             | 4.006,5      | −92,0      | 4.098,5      |
| Surinam                          | 3.342,8            | −439,6             | 3.474,5      | −307,9     | 3.782,4      |
| Burundi                          | 3.032,6            | 390,4              | 2.648,0      | 5,8        | 2.642,2      |
| Belize                           | 2.955,1            | −326,4             | 3.170,4      | −111,1     | 3.281,5      |
| Timorul de Est                   | 2.904,9            | 661,8              | 2.581,3      | 338,2      | 2.243,1      |
| Republica Centrafricană          | 2.710,7            | 155,2              | 2.706,5      | 151,0      | 2.555,5      |
| Lesotho                          | 2.700,2            | 654,2              | 2.393,9      | 347,9      | 2.046,0      |
| Capul Verde                      | 2.561,8            | −25,4              | 2.577,5      | −9,8       | 2.587,3      |
| Gambia                           | 2.308,4            | −31,5              | 2.309,3      | −30,6      | 2.339,9      |
| Sfânta Lucia                     | 2.235,6            | −284,4             | 2.304,5      | −215,4     | 2.519,9      |
| Seychelles                       | 2.029,0            | −112,5             | 2.124,7      | −16,8      | 2.141,5      |
| Guineea-Bissau                   | 1.943,5            | −23,0              | 1.993,6      | 27,1       | 1.966,5      |
| Antigua și Barbuda               | 1.884,7            | −148,4             | 1.940,1      | −93,0      | 2.033,1      |
| Insulele Solomon                 | 1.680,0            | 48,7               | 1.656,4      | 25,1       | 1.631,3      |
| Comore                           | 1.362,9            | 10,5               | 1.355,2      | 2,8        | 1.352,4      |
| Grenada                          | 1.236,5            | −83,9              | 1.237,4      | −82,9      | 1.320,3      |
| Vanuatu                          | 1.224,7            | 98,4               | 1.281,0      | 154,7      | 1.126,3      |
| Insulele Turks și Caicos         | 1.224,0            | −178,1             | 1.342,5      | −59,6      | 1.402,1      |
| Sfântul Vicențiu și Grenadine    | 1.043,8            | −22,2              | 1.058,6      | −7,4       | 1.066,0      |
| Sfântul Kitts și Nevis           | 1.020,9            | −56,1              | 1.049,2      | −27,8      | 1.077,0      |
| Samoa                            | 908,2              | −25,9              | 922,4        | −11,7      | 934,1        |
| Dominica                         | 651,2              | −2,8               | 655,8        | 1,8        | 654,0        |
| São Tomé și Príncipe             | 573,9              | −29,4              | 610,8        | 7,5        | 603,2        |
| Kiribati                         | 497,8              | 218,8              | 467,5        | 188,5      | 279,0        |
| Statele Federate ale Microneziei | 478,6              | 18,6               | 504,3        | 44,3       | 460,0        |
| Insulele Marshall                | 318,0              | 34,0               | 324,8        | 40,8       | 284,0        |
| Nauru                            | 282,3              | 128,2              | 262,4        | 108,3      | 154,1        |
| Palau                            | 257,3              | −5,8               | 269,8        | 6,7        | 263,0        |
| Tuvalu                           | 86,0               | 23,8               | 84,2         | 21,9       | 62,3         |

## Venitul național brut nominal calculat prin metoda Atlas (2013-2023)
Tabelul prezintă valorile venitului național brut calculate prin metoda Atlas ale primelor 15 țări, exprimate în milioane USD, valori curente, pentru perioada 2013-2023
|      | 2023                       | 2023       | 2022                       | 2022       | 2021                       | 2021       | 2020                       | 2020       | 2019                       | 2019       | 2018                       | 2018       | 2017                       | 2017       | 2016                       | 2016       | 2015                       | 2015       | 2014                       | 2014       | 2013                       | 2013       |
| Țară | mil. USD                   | Țară       | mil. USD                   | Țară       | mil. USD                   | Țară       | mil. USD                   | Țară       | mil. USD                   | Țară       | mil. USD                   | Țară       | mil. USD                   | Țară       | mil. USD                   | Țară       | mil. USD                   | Țară       | mil. USD                   | Țară       | mil. USD                   |            |
|      |                            |            |                            |            |                            |            |                            |            |                            |            |                            |            |                            |            |                            |            |                            |            |                            |            |                            |            |
| ---- | -------------------------- | ---------- | -------------------------- | ---------- | -------------------------- | ---------- | -------------------------- | ---------- | -------------------------- | ---------- | -------------------------- | ---------- | -------------------------- | ---------- | -------------------------- | ---------- | -------------------------- | ---------- | -------------------------- | ---------- | -------------------------- | ---------- |
| 1    | Statele Unite ale Americii | 26.894.543 | Statele Unite ale Americii | 25.526.912 | Statele Unite ale Americii | 23.684.736 | Statele Unite ale Americii | 21.445.453 | Statele Unite ale Americii | 21.734.159 | Statele Unite ale Americii | 20.709.155 | Statele Unite ale Americii | 19.224.810 | Statele Unite ale Americii | 18.433.936 | Statele Unite ale Americii | 18.124.086 | Statele Unite ale Americii | 17.725.039 | Statele Unite ale Americii | 17.023.066 |
| 2    | China                      | 18.899.260 | China                      | 18.206.073 | China                      | 16.883.573 | China                      | 14.843.775 | China                      | 14.512.889 | China                      | 13.385.455 | China                      | 12.104.948 | China                      | 11.387.927 | China                      | 10.883.163 | China                      | 10.246.590 | China                      | 9.193.838  |
| 3    | Japonia                    | 4.859.878  | Japonia                    | 5.324.575  | Japonia                    | 5.487.896  | Japonia                    | 5.169.146  | Japonia                    | 5.315.223  | Japonia                    | 5.300.391  | Japonia                    | 4.943.005  | Japonia                    | 4.887.582  | Japonia                    | 5.006.472  | Japonia                    | 5.656.061  | Japonia                    | 6.225.973  |
| 4    | Germania                   | 4.559.133  | Germania                   | 4.527.641  | Germania                   | 4.329.964  | Germania                   | 3.989.008  | Germania                   | 4.105.522  | Germania                   | 3.937.444  | Germania                   | 3.617.063  | Germania                   | 3.646.623  | Germania                   | 3.740.019  | Germania                   | 3.858.306  | Germania                   | 3.807.840  |
| 5    | India                      | 3.630.237  | India                      | 3.394.542  | India                      | 3.064.476  | India                      | 2.661.734  | Regatul Unit               | 2.890.071  | Regatul Unit               | 2.792.597  | Regatul Unit               | 2.752.284  | Regatul Unit               | 2.818.536  | Regatul Unit               | 2.890.071  | Regatul Unit               | 2.879.862  | Franța                     | 2.890.903  |
| 6    | Regatul Unit               | 3.266.990  | Regatul Unit               | 3.297.427  | Regatul Unit               | 3.052.770  | Franța                     | 2.651.967  | India                      | 2.878.536  | Franța                     | 2.764.774  | Franța                     | 2.564.094  | Franța                     | 2.608.889  | Franța                     | 2.737.258  | Franța                     | 2.874.055  | Regatul Unit               | 2.744.028  |
| 7    | Franța                     | 3.072.464  | Franța                     | 3.078.221  | Franța                     | 2.968.919  | Regatul Unit               | 2.599.175  | Franța                     | 2.861.603  | India                      | 2.713.330  | India                      | 2.439.594  | India                      | 2.246.784  | India                      | 2.097.598  | Brazilia                   | 2.457.007  | Brazilia                   | 2.571.101  |
| 8    | Italia                     | 2.244.585  | Italia                     | 2.261.746  | Italia                     | 2.153.654  | Italia                     | 1.928.007  | Italia                     | 2.085.349  | Italia                     | 2.045.243  | Italia                     | 1.899.454  | Italia                     | 1.938.263  | Brazilia                   | 2.084.247  | Rusia                      | 2.137.991  | Rusia                      | 2.179.425  |
| 9    | Canada                     | 2.162.633  | Canada                     | 2.075.404  | Canada                     | 1.865.477  | Coreea de Sud              | 1.712.697  | Brazilia                   | 1.953.067  | Brazilia                   | 1.920.050  | Brazilia                   | 1.808.497  | Brazilia                   | 1.839.992  | Italia                     | 2.004.023  | Italia                     | 2.122.305  | Italia                     | 2.142.306  |
| 10   | Rusia                      | 2.084.758  | Rusia                      | 1.879.408  | Coreea de Sud              | 1.821.293  | Brazilia                   | 1.686.363  | Canada                     | 1.752.253  | Coreea de Sud              | 1.688.927  | Canada                     | 1.567.890  | Canada                     | 1.585.229  | Rusia                      | 1.725.234  | India                      | 2.020.998  | India                      | 1.941.117  |
| 11   | Brazilia                   | 1.962.339  | Coreea de Sud              | 1.868.327  | Rusia                      | 1.725.858  | Canada                     | 1.669.281  | Coreea de Sud              | 1.750.992  | Canada                     | 1.670.517  | Coreea de Sud              | 1.555.716  | Coreea de Sud              | 1.502.019  | Canada                     | 1.698.849  | Canada                     | 1.849.754  | Canada                     | 1.852.426  |
| 12   | Coreea de Sud              | 1.835.476  | Brazilia                   | 1.774.307  | Brazilia                   | 1.689.214  | Rusia                      | 1.575.000  | Rusia                      | 1.655.618  | Rusia                      | 1.505.175  | Rusia                      | 1.352.319  | Rusia                      | 1.426.946  | Coreea de Sud              | 1.465.140  | Australia                  | 1.531.471  | Australia                  | 1.528.597  |
| 13   | Australia                  | 1.681.999  | Australia                  | 1.582.214  | Australia                  | 1.470.331  | Australia                  | 1.375.626  | Spania                     | 1.431.194  | Spania                     | 1.372.430  | Australia                  | 1.267.317  | Australia                  | 1.309.602  | Australia                  | 1.441.971  | Coreea de Sud              | 1.428.957  | Spania                     | 1.362.931  |
| 14   | Spania                     | 1.556.447  | Spania                     | 1.533.031  | Spania                     | 1.426.623  | Spania                     | 1.287.271  | Australia                  | 1.392.624  | Australia                  | 1.326.718  | Spania                     | 1.263.572  | Spania                     | 1.281.503  | Spania                     | 1.321.902  | Spania                     | 1.355.256  | Coreea de Sud              | 1.360.191  |
| 15   | Mexic                      | 1.554.336  | Mexic                      | 1.378.549  | Mexic                      | 1.256.693  | Mexic                      | 1.129.323  | Mexic                      | 1.241.846  | Mexic                      | 1.191.161  | Mexic                      | 1.143.310  | Mexic                      | 1.190.381  | Mexic                      | 1.280.512  | Mexic                      | 1.311.930  | Mexic                      | 1.267.698  |

## Venitul național brut armonizat cuparitatea puterii de cumpărarecalculat prin metoda Atlas (2013-2023)
Tabelul prezintă valorile venitului național brut armonizat cu paritatea puterii de cumpărare calculate prin metoda Atlas ale primelor 15 țări, exprimate în milioane de dolari internaționali, valori curente, pentru perioada 2013-2023
|      | 2023                       | 2023       | 2022                       | 2022       | 2021                       | 2021       | 2020                       | 2020       | 2019                       | 2019       | 2018                       | 2018       | 2017                       | 2017       | 2016                       | 2016       | 2015                       | 2015       | 2014                       | 2014       | 2013                       | 2013       |
| Țară | mil. Int$                  | Țară       | mil. Int$                  | Țară       | mil. Int$                  | Țară       | mil. Int$                  | Țară       | mil. Int$                  | Țară       | mil. Int$                  | Țară       | mil. Int$                  | Țară       | mil. Int$                  | Țară       | mil. Int$                  | Țară       | mil. Int$                  | Țară       | mil. Int$                  |            |
|      |                            |            |                            |            |                            |            |                            |            |                            |            |                            |            |                            |            |                            |            |                            |            |                            |            |                            |            |
| ---- | -------------------------- | ---------- | -------------------------- | ---------- | -------------------------- | ---------- | -------------------------- | ---------- | -------------------------- | ---------- | -------------------------- | ---------- | -------------------------- | ---------- | -------------------------- | ---------- | -------------------------- | ---------- | -------------------------- | ---------- | -------------------------- | ---------- |
| 1    | China                      | 34.388.534 | China                      | 31.576.043 | China                      | 28.620.862 | China                      | 25.044.516 | China                      | 24.232.656 | China                      | 22.355.235 | China                      | 20.567.696 | China                      | 19.169.812 | Statele Unite ale Americii | 18.608.138 | Statele Unite ale Americii | 17.984.237 | Statele Unite ale Americii | 17.140.708 |
| 2    | Statele Unite ale Americii | 27.525.100 | Statele Unite ale Americii | 25.926.000 | Statele Unite ale Americii | 23.777.600 | Statele Unite ale Americii | 21.479.588 | Statele Unite ale Americii | 21.760.847 | Statele Unite ale Americii | 20.883.383 | Statele Unite ale Americii | 19.837.150 | Statele Unite ale Americii | 18.983.369 | China                      | 18.129.539 | China                      | 17.445.351 | China                      | 16.241.642 |
| 3    | India                      | 14.324.038 | India                      | 12.858.238 | India                      | 11.250.341 | India                      | 9.639.773  | India                      | 9.837.436  | India                      | 9.131.972  | India                      | 8.264.362  | India                      | 7.706.181  | India                      | 7.120.994  | India                      | 6.732.248  | India                      | 6.416.831  |
| 4    | Japonia                    | 6.554.254  | Japonia                    | 6.254.021  | Japonia                    | 5.866.681  | Japonia                    | 5.554.842  | Japonia                    | 5.616.185  | Japonia                    | 5.548.453  | Japonia                    | 5.456.930  | Japonia                    | 5.338.419  | Japonia                    | 5.404.453  | Japonia                    | 5.221.591  | Japonia                    | 5.194.308  |
| 5    | Rusia                      | 6.366.121  | Rusia                      | 5.884.375  | Rusia                      | 5.598.676  | Germania                   | 4.952.942  | Germania                   | 5.021.459  | Germania                   | 4.730.328  | Germania                   | 4.491.248  | Germania                   | 4.268.496  | Germania                   | 3.977.709  | Germania                   | 3.883.390  | Germania                   | 3.712.582  |
| 6    | Germania                   | 6.092.387  | Germania                   | 5.799.414  | Germania                   | 5.351.636  | Rusia                      | 4.542.377  | Rusia                      | 4.434.791  | Rusia                      | 4.128.705  | Rusia                      | 3.705.398  | Rusia                      | 3.440.587  | Rusia                      | 3.428.610  | Rusia                      | 3.639.325  | Rusia                      | 3.611.853  |
| 7    | Brazilia                   | 4.325.589  | Brazilia                   | 4.055.711  | Franța                     | 3.728.403  | Franța                     | 3.370.362  | Franța                     | 3.527.047  | Franța                     | 3.197.838  | Franța                     | 3.050.429  | Franța                     | 2.924.693  | Brazilia                   | 2.932.875  | Brazilia                   | 3.107.798  | Brazilia                   | 3.077.182  |
| 8    | Franța                     | 4.235.079  | Franța                     | 3.984.079  | Brazilia                   | 3.669.595  | Brazilia                   | 3.289.682  | Regatul Unit               | 3.332.513  | Brazilia                   | 3.098.566  | Regatul Unit               | 3.009.162  | Brazilia                   | 2.846.198  | Franța                     | 2.777.205  | Franța                     | 2.719.730  | Franța                     | 2.666.952  |
| 9    | Indonezia                  | 4.221.517  | Indonezia                  | 3.870.444  | Regatul Unit               | 3.561.213  | Regatul Unit               | 3.151.687  | Brazilia                   | 3.244.271  | Regatul Unit               | 3.087.113  | Brazilia                   | 2.924.571  | Regatul Unit               | 2.824.431  | Regatul Unit               | 2.706.923  | Regatul Unit               | 2.619.025  | Regatul Unit               | 2.516.787  |
| 10   | Regatul Unit               | 3.974.003  | Regatul Unit               | 3.866.883  | Indonezia                  | 3.434.771  | Indonezia                  | 3.134.896  | Indonezia                  | 3.166.892  | Indonezia                  | 2.978.437  | Indonezia                  | 2.766.769  | Indonezia                  | 2.628.825  | Indonezia                  | 2.538.121  | Indonezia                  | 2.518.157  | Indonezia                  | 2.448.797  |
| 11   | Turcia                     | 3.729.107  | Italia                     | 3.324.775  | Italia                     | 2.988.508  | Italia                     | 2.660.830  | Italia                     | 2.797.692  | Italia                     | 2.629.049  | Italia                     | 2.531.220  | Italia                     | 2.427.622  | Mexic                      | 2.251.300  | Mexic                      | 2.200.816  | Italia                     | 2.183.587  |
| 12   | Italia                     | 3.446.469  | Turcia                     | 3.227.873  | Turcia                     | 2.627.527  | Mexic                      | 2.375.085  | Mexic                      | 2.564.439  | Mexic                      | 2.538.888  | Mexic                      | 2.464.263  | Mexic                      | 2.393.565  | Italia                     | 2.225.429  | Italia                     | 2.200.447  | Mexic                      | 2.088.045  |
| 13   | Mexic                      | 3.207.460  | Mexic                      | 2.972.064  | Mexic                      | 2.608.640  | Turcia                     | 2.362.958  | Turcia                     | 2.313.729  | Turcia                     | 2.271.021  | Turcia                     | 2.235.991  | Turcia                     | 2.094.056  | Turcia                     | 1.999.739  | Turcia                     | 1.844.207  | Coreea de Sud              | 1.737.910  |
| 14   | Coreea de Sud              | 2.846.253  | Coreea de Sud              | 2.706.619  | Coreea de Sud              | 2.542.823  | Coreea de Sud              | 2.360.461  | Coreea de Sud              | 2.290.264  | Coreea de Sud              | 2.229.385  | Coreea de Sud              | 2.112.226  | Coreea de Sud              | 2.034.378  | Coreea de Sud              | 1.939.637  | Coreea de Sud              | 1.801.276  | Arabia Saudită             | 1.730.115  |
| 15   | Spania                     | 2.535.604  | Canada                     | 2.384.385  | Canada                     | 2.114.747  | Spania                     | 1.850.441  | Spania                     | 2.065.307  | Spania                     | 1.908.195  | Spania                     | 1.843.464  | Spania                     | 1.738.407  | Spania                     | 1.621.469  | Arabia Saudită             | 1.777.122  | Turcia                     | 1.688.340  |